# Астор
Вижте пояснителната страница за други личности с името Астор.
Астор (артистичен псевдоним на Антраник Шаварш Арабаджиян, на арменски: Անդրանիկ Շավարշի Արաբաջյան) е български илюзионист от арменски произход.

## Биография
Роден на 18 ноември 1943 г. в град Шумен. Той е единственият илюзионист в Европа, който е награден със „Златният Оскар“ от Международното братство на маговете през 1981 г. Също така е собственик на магичен театър „Астор“, където се намира и къщата на мистер Сенко. В кариерата си е направил над 16 хил. представления по целия свят.
Получава наградата „Икар“ на Съюза на артистите в България в категорията „Вариететно изкуство“, за атрактивност и оригиналност
на илюзионен номер „Али Баба“ (2008).

## Семейство
От брака с бившата си съпруга Пепа има дъщеря Арус, която дълги години живее в САЩ. Арус или Ари има две деца: Мелидорс и Андреа.

## Филмография
- Записки по българските мафии (1994) - големия бодигард